# Liste des barons de Vitré
Cette liste recense les barons de Vitré, qui régnèrent de 1008 jusqu'à la période révolutionnaire. Pendant ses sept siècles d'existence, la baronnie fut contrôlée successivement par quatre grandes familles : la famille de Vitré (1008-1254), la maison de Montmorency-Laval (1254-1412), celle de Montfort-Laval (1412-1605) et celle de la Trémoille-Laval (1605-1792). À celles-ci, peuvent également s'ajouter les familles des Goranton-Hervé (1135-1144), qui occupèrent brièvement Vitré sous le règne de Robert II, des Rieux-Laval (1547 - 1567) et des Coligny (1567 - 1605).

## Voir aussi

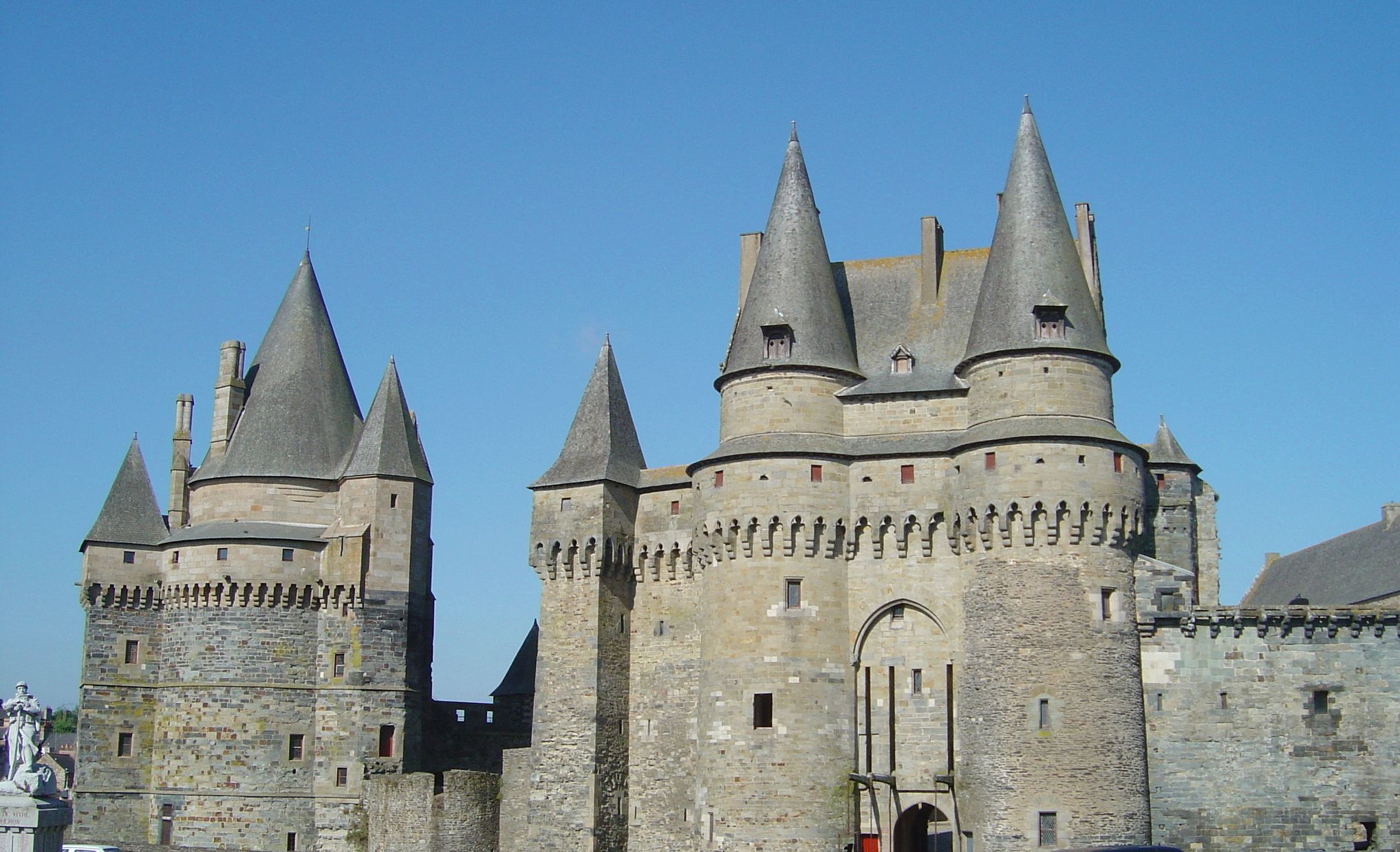
Le château de Vitré, siège du pouvoir baronnal.

## Maison de Vitré
| Nom                                    | Règne             | Dynastie     | Notes |
| -------------------------------------- | ----------------- | ------------ | --- |
| Riwallon le Vicaire (v. 980 - v. 1040) | 1008 - v. 1040    | Robert-André | D'origine incertaine, il serait un fidèle de Geoffroi Ier, voire l'un de ses parents. Marié à Génergaude (Gwenargant), probablement apparentée à la famille épiscopale de Rennes, il est vicomte de Rennes et seigneur de Châtillon-en-Vendelais comme tous ses successeurs. |
| Tristan (ap. 1008 - v. 1050)           | v. 1040 - v. 1050 | Robert-André | Fils du précédent, marié à Innoguen de Fougères. |
| Robert Ier (1034 - 27 juillet 1072)    | v. 1050 - 1072    | Robert-André | Fils du précédent et marié à Berthe de Craon, il est également le premier véritable seigneur de Vitré, puisqu'il bâti et s'installe dans un nouveau château, alors que ses prédécesseurs préféraient celui de Marcillé.                                                      |
| André Ier (v. 1064 - 1135)             | 1072 - 1135       | Robert-André | Fils du précédent, marié à Agnès de Mortain, fille de Robert de Conteville. Il est vraisemblablement chassé brièvement de sa baronnie en 1132 par Conan III, avant que celle-ci ne lui soit rendue Il devient également seigneur de Chevré, titre gardé par ses successeurs. |
| Robert II le Vieux (1095 - ap. 1154)   | 1135              | Robert-André | Fils du précédent et marié à Emme de La Guerche, il est chassé du pouvoir par Conan III en 1135, comme son père trois ans auparavant. Également comte de Mortain de 1106 à 1112.                                                                                             |

| Nom                           | Règne             | Dynastie       | Notes |
| ----------------------------- | ----------------- | -------------- | --- |
| Goranton Ier, († v. 1055)     | v. 1000 - v. 1055 | Goranton-Hervé | Probablement châtelain de Vitré, alors que Riwallon ne gouvernait sa seigneurie que depuis Marcillé. Véritable seigneur de la ville, Goranton n'en était peut-être pas le premier : son histoire semble en réalité bien plus ancienne,. |
| Hervé Ier († v. 1080)         | v. 1055 - v. 1080 | Goranton-Hervé | Fils du précédent, peut-être marié à une Cécile. |
| Goranton II († v. 1093)       | v. 1080 - v. 1093 | Goranton-Hervé | Fils du précédent, peut-être marié à une Béatrice. |
| Hervé II († v. 1130)          | v. 1093 - v. 1130 | Goranton-Hervé | Fils du précédent. Il est dit seigneur d'Acigné. |
| Goranton III († v. 1140)      | v. 1130 - v. 1140 | Goranton-Hervé | Fils du précédent et marié à une Sezilla. Lorsque Robert II est chassé du pouvoir par Conan III en 1135, il prend seul les rênes de Vitré. |
| Hervé III (v. 1090 - v. 1173) | v. 1140 - 1144    | Goranton-Hervé | Fils du précédent, est chassé à son tour de Vitré par Robert II, à la suite de sa victoire à Visseiche. Il est, avec son frère Goranton IV, le fondateur de la paroisse de Sérigné, accordée à un certain Robert, probablement fils de ce Goranton. La lignée des Goranton-Hervé disparaît peu de temps après, ayant été chassée de Vitré et ayant perdu Sérigné, qui subissait la concurrence de Chevré. |

### Famille de Vitré
| Portrait | Nom                                            | Règne            | Dynastie | Notes | Armes |
| -------- | ---------------------------------------------- | ---------------- | -------- | --- | ----- |
|          | Robert II le Vieux (1095 - ap. 1154)           | 1144 - 1154      | Vitré    | Reprend le pouvoir le 4 décembre 1144, à la suite de la bataille du pont de Visseiche. Pour avoir chassé définitivement les Goranton-Hervé, il impose sa famille comme étant la seule véritable famille de Vitré. Il est renversé par son fils, Robert le Jeune en 1154. |       |
|          | Robert III le Jeune (1118 - 11 septembre 1173) | 1154 - 1173      | Vitré    | Fils du précédent, arrive au pouvoir en le renversant. Marié successivement à Alix de Fougères, fille du baron Henri, à Avice de Châteaubriant et à Emma de Dinan. Père d'Alain de Vitré, dit de Dinan, seigneur de Dinan-Sud.                                           |       |
|          | André II (v. 1150 - 9 juin 1210/1211)          | 1173 - 1210/1211 | Vitré    | Fils du précédent, marié successivement à Enoguen de Léon, fille de Guyomarch IV, à Eustachie de Rays et à Luce Paynel. |       |
|          | André III (v. 1200 - 8 février 1250)           | 1210/1211 - 1250 | Vitré    | Fils du précédent, marié successivement à Catherine de Thouars, fille de Guy et de Constance de Bretagne, et à Thomasse de La Guerche. Croisé, il meurt à la bataille de Mansourah.                                                                                      |       |
|          | André IV (v. 1247 - 15 mars 1251)              | 1250 - 1251      | Vitré    | Fils du précédent, meurt en bas âge. |       |
|          | Philippa (v. 1225 - 16 septembre 1254)         | 1251 - 1254      | Vitré    | Fille d'André III et dernière représentante de la famille de Vitré, elle épouse Guy de Laval, qui héritera de la baronnie à sa mort. Elle fut également dame d'Aubigné à partir de 1239.                                                                                 |       |

## Maison de Montmorency-Laval
| Portrait | Nom                                                         | Règne          | Dynastie          | Notes | Armes |
| -------- | ----------------------------------------------------------- | -------------- | ----------------- | --- | ----- |
|          | Guy Ier (1219 - 1267)                                       | 1254 -1267     | Montmorency-Laval | Fils de Mathieu II de Montmorency et d'Emma de Laval, il épouse successivement Philippa de Vitré et Thomasse de La Guerche, veuve d'André III. Il devient seigneur de Laval à la mort de sa mère en 1264, sous le nom de Guy VII. Dès lors, tous ses successeurs furent aussi seigneurs de Laval.                                            |       |
|          | Guy II (v. 1245 - 22 août 1295)                             | 1267 - 1295    | Montmorency-Laval | Guy VIII de Laval, fils du précédent et de Philippa de Vitré, marié à Isabelle de Beaumont-Gâtinais. |       |
|          | Guy III le Borgne ou le croixdé (v. 1270 - 22 janvier 1333) | v. 1295 - 1333 | Montmorency-Laval | Guy IX de Laval, fils du précédent, marié à Béatrix de Gâvre. |       |
|          | Guy IV (v. 1300 - 18 juin 1347)                             | 1333 - 1347    | Montmorency-Laval | Guy X de Laval, fils du précédent, marié à Béatrix de Bretagne, fille d'Arthur II et de Yolande de Dreux. Il est donc l'un des seigneurs les plus influents du royaume de France et du duché de Bretagne ; il mène ainsi parfois les armées royales lors de la guerre de Succession de Bretagne. Il meurt à la bataille de La Roche-Derrien. |       |
|          | Guy V (v. 1316 - 22 septembre 1348)                         | 1347 - 1348    | Montmorency-Laval | Guy XI de Laval, fils du précédent et marié à Isabeau de Craon, il meurt peu après son père des suites de blessures reçues à La Roche-Derrien. |       |
|          | Guy VI (ap 1337 - 21 avril 1412)                            | 1348 - 1412    | Montmorency-Laval | Guy XII de Laval, frère du précédent, marié à Louise de Châteaubriant puis à Jeanne de Laval-Tinténiac. Puissant et riche seigneur, il fut l'un des grands combattants de la guerre de Cent Ans, pendant laquelle il eut la charge d'administrer la Bretagne en tant que gouverneur, de 1382 à 1404.                                         |       |

## Maison de Montfort-Laval

### Lignée directe
| Portrait | Nom                                           | Règne       | Dynastie          | Notes | Armes |
| -------- | --------------------------------------------- | ----------- | ----------------- | --- | ----- |
|          | Guy VII (1385 - 14 septembre 1414)            | 1412 - 1414 | Montfort-Laval    | Guy XII de Laval, fils de Raoul IX de Montfort, marié à Anne de Laval et, à ce titre, gendre et héritier de Guy VI. Meurt de la peste, à Rhodes en Terre sainte, en 1414. |       |
|          | Anne (1385 - 25 janvier 1466)                 | 1414 - 1429 | Montmorency-Laval | Épouse du précédent puis de Guy Turpin, et fille de Guy VI. Elle devient baronne de Laval et de Vitré à la mort de son mari, avant de céder ses titres à son fils en 1429. |       |
|          | Guy VIII (28 janvier 1406 - 2 septembre 1486) | 1429 - 1486 | Montfort-Laval    | Guy XIV de Laval, fils des précédents, marié à Isabelle de Bretagne, fille de Jean V et de Jeanne de France, puis à Françoise de Dinan. Grand seigneur proche du pouvoir ducal et royal, il est également un compagnon de Jeanne d'Arc. Son règne prestigieux accroît la renommée des Laval et permet à la baronnie d'être érigée en comté. Tous ses successeurs porteront également ce titre. |       |
|          | Guy IX (16 novembre 1435 - 28 janvier 1501)   | 1486 - 1501 | Montfort-Laval    | Guy XV de Laval, fils du précédent, marié à Catherine de Valois. Il est, par ailleurs, comte de Montfort-sur-Risle de 1467 à 1485. |       |
|          | Guy X (1er octobre 1476 - 20 mai 1531)        | 1501 - 1531 | Montfort-Laval    | Guy XVI de Laval, fils du précédent, marié à successivement à Charlotte d'Aragon-Naples, fille de Frédéric 1er, à Anne de Montmorency, sœur du connétable, et à Antoinette de Daillon. Il joue un rôle de médiateur entre la France de Louis XII et la Bretagne de la duchesse Anne, dans le cadre de l'Union de celles-ci.                                                                    |       |
|          | Guy XI (14 février 1522 - 25 mai 1547)        | 1531 - 1547 | Montfort-Laval    | Guy XVII de Laval, fils du précédent, meurt à 26 ans sans descendance. |       |

### Maison de Rieux-Laval
| Portrait                              | Nom                                                 | Règne       | Dynastie    | Notes | Armes |
| ------------------------------------- | --------------------------------------------------- | ----------- | ----------- | --- | ----- |
|                                       | Guyonne de Rieux la Folle (1524 – 13 décembre 1567) | 1547 - 1567 | Rieux-Laval | Guyonne et Guy XVIII de Laval (ou Louis de Sainte-Maure), son mari, qui règnent conjointement de 1547 à 1567. Guyonne est la fille de Claude de Rieux et de Catherine de Laval, sœur de Guy XVII, et donc l'héritière de ce dernier. Protestante convaincue, elle est une proche parente de Gaspard II de Coligny, époux de Charlotte de Laval, sa tante. Elle meurt sans postérité. |       |
| Guy XII (av. 1526 – 9 septembre 1572) | 1547 - 1567                                         | Rieux-Laval |             | Guyonne et Guy XVIII de Laval (ou Louis de Sainte-Maure), son mari, qui règnent conjointement de 1547 à 1567. Guyonne est la fille de Claude de Rieux et de Catherine de Laval, sœur de Guy XVII, et donc l'héritière de ce dernier. Protestante convaincue, elle est une proche parente de Gaspard II de Coligny, époux de Charlotte de Laval, sa tante. Elle meurt sans postérité. |       |

### Maison de Coligny
| Portrait | Nom                                     | Règne       | Dynastie | Notes | Armes      |
| -------- | --------------------------------------- | ----------- | -------- | --- | ---------- |
|          | Guy XIII (13 août 1555 - 15 avril 1586) | 1567 - 1586 | Coligny  | Guy XIX de Laval, fils de François de Coligny d'Andelot et de Claudine de Rieux, sœur de Guyonne ; marié à Anne d'Alègre.               | [ note 4 ] |
|          | Guy XIV (5 mai 1585 - 3 décembre 1605)  | 1586 - 1605 | Coligny  | Guy XX de Laval, fils du précédent. Il est tué par des Ottomans devant Komárom (Hongrie) le 3 décembre 1605. Il meurt sans descendance. | [ note 4 ] |

## Maison de La Trémoille-Laval
| Portrait | Nom                                                                  | Règne       | Dynastie           | Notes | Armes |
| -------- | -------------------------------------------------------------------- | ----------- | ------------------ | --- | ----- |
|          | Guy XV (22 décembre 1598 - 21 janvier 1674)                          | 1605 - 1674 | La Trémoille-Laval | Guy XXI de Laval, fils de Claude de La Trémoille et petits-fils d'Anne de Laval, fille de Guy X, d'où son rôle de lointain héritier des terres des Laval. Marié à Marie de La Tour d'Auvergne, sa cousine. Il est enfin "duc de La Trémoille" et de Thouars (titres également possédés par ses successeurs), sous le nom d'Henri III, et paire de France.                                                                       |       |
|          | Henri Charles de La Trémoille (17 décembre 1620 - 14 septembre 1672) | 1668 - 1672 | La Trémoille-Laval | Fils du précédent, marié à Émilie de Hesse-Cassel. Il administre les terres de son père impotent et atteint de la goutte, à partir de 1668. Néanmoins, mourant avant son père, cet homme de guerre ne fut jamais réellement seigneur régnant ; il est malgré tout considéré comme étant le 4e duc de Thouars. |       |
|          | Guy XVI (8 juin 1624 - 25 juin 1681)                                 | 1674 - 1681 | La Trémoille-Laval | Guy XXII de Laval, Louis Maurice de La Trémoille de son vrai nom, frère du précédent, abbé de Charroux. Reçoit les terres de Laval et de Vitré, à la mort de son père tandis que Charles Belgique Hollande de La Trémoille hérite de Thouars. |       |
|          | Guy XVII (1655 - 1er juin 1709)                                      | 1681 - 1709 | La Trémoille-Laval | Guy XXIII de Laval, Charles Belgique Hollande de La Trémoille de son vrai nom, fils d'Henri Charles de La Trémoille, marié à Madeleine de Créquy. |       |
|          | Guy XVIII (15 mars 1683 - 9 octobre 1719)                            | 1709 - 1719 | La Trémoille-Laval | Guy XXIV de Laval, Charles Louis Bretagne de La Trémoïlle de son vrai nom, fils du précédent, marié à Marie-Madeleine Motier de La Fayette. |       |
|          | Guy XIX (14 janvier 1708 - 23 mai 1741)                              | 1719 - 1741 | La Trémoille-Laval | Guy XXV de Laval, Charles Armand René de La Trémoille de son vrai nom, fils du précédent, marié à Marie Hortense de La Tour d'Auvergne, sa cousine. Membre de l'Académie française. |       |
|          | Guy XX (5 février 1737 - 19 mai 1792)                                | 1741 - 1792 | La Trémoille-Laval | Guy XXVI de Laval, Jean-Bretagne-Charles de La Trémoille de son vrai nom, fils du précédent, marié à Marie-Maximilienne de Salm-Kirbourg. Ses descendants, bien que vivant après la Révolution française, continueront à porter les titres de ducs de Thouars, paires de France, princes de Tarente, comtes de Laval, de Vitré et de Montfort ; Louis-Jean-Marie de La Trémoille, mort en 1933, en est le dernier représentant. |       |

## Sources
- Michel Brand'Honneur, Manoirs et châteaux dans le comté de Rennes, Rennes, Presses Universitaires de Rennes, 2001 (ISBN 2 86847 5612).
- « Liste des barons de Vitré », dans Alphonse-Victor Angot et Ferdinand Gaugain, Dictionnaire historique, topographique et biographique de la Mayenne, Laval, A. Goupil, 1900-1910 [détail des éditions] (BNF 34106789, présentation en ligne)
- Jacques Le Blanc de la Vignolle, Généalogies de la maison de Laval
- Amédée Guillotin de Corson Les grandes seigneuries de Haute-Bretagne II, 2 Volumes 1897-1899 réédition Le Livre d'Histoire, Paris (1999)  (ISBN 2844350305)